# Беле вране
Беле вране су биле југословенска рок група основана у Љубљани 1966.
Убрзо након формирања бенд је привукао пажњу медија својим звуком под утицајем Mamas & the Papas. Беле вране су имале успехе на југословенским поп фестивалима, а њихова издања су хваљена од стране медија, група је постала један од најпопуларнијих југословенских бендова шездесетих година прошлог века. Своју делатност су окончали 1973. Иако нису били међу најранијим југословенским рок бендовима, Беле вране су, као и остали југословенски рок бендови шездесетих година, одиграли пионирску улогу на југословенској рок сцени.

## Историја

### 1966-1973
Беле вране су формиране у Љубљани 1966.  Прву поставу бенда чинили су вокалисти Соња Пахор и Доца Маролт, гитариста Бор Гостиша (који је раније наступао у бенду Албатроси),  вокал и гитариста Тадеј Хрушовар, бас гитариста Ђуро Пензеш, оргуљаш Вања Репинц и бубњар Бојан Брачко.  Бенд је убрзо привукао пажњу јавности својим полифоним певањем.  До краја 1967. формирана је најзапаженија постава бенда. На њему су наступили Дитка Хаберл (вокал), Доца Маролт (вокал), Тадеј Хрушовар (вокал, гитара), Бор Гостиша (гитара), Ђуро Пензеш (бас гитара), Иво Умек (клавијатуре) и Бојан Брачко (бубњеви).  У каснијим саставима бенда су били гитариста Изток Печар и бубњар Мишо Грегорин.  Бенд се широј публици представио 7. децембра 1967., када је наступио на такмичењу Најфотогеничнија Словенка.
1968. бенд се такмичио на првом словеначком фестивалу гитаре. Били су међу 21 бендом који је наступио на фестивалу, ушао у финале и освојио прво место.  Убрзо након тога, бенд је објавио свој деби албум, ЕП Пресенчења. На ЕП-у су биле две сопствене песме бенда, „Пресенечења” и „Ескалација”, и две обраде песама Mamas & the Papas, "Hey Girl" and "Twelve Thirty".  ЕП је био похваљен од стране штампе  и насловна песма је постала хит широм земље.  Исте године бенд је наступио и на Опатијском фестивалу, освојивши Прву награду са песмом "Место младих".  Како је ово био један од првих случајева да рок бенд освоји награду на поп фестивалу у Југославији, један део штампе је успех Беле вране на фестивалу описао као скандал.  Песма је објављена на другом ЕП бенда као насловна песма. На ЕП-у су се такође појавиле песме „Обичајно пополдне”, „Спомин” и „Ми млади”.  Крајем 1968. одржали су концерт у Дому омладине Београда, који је изазвао велику пажњу медија. 
Током 1969. бенд је наступао углавном у Србији,  али је током лета наступао у Трсту.  На Омладинском фестивалу у Суботици 1969. бенд је освојио прву награду са песмом Јесен на њеном длану.  Успеха су имали и са песмом Весели вртуљак, коју су извели на Загребачком музичком фестивалу.  Песма „Весели вртуљак“ објављена је на синглу од 7 инча, са песмом „Годишњица“ као Б-страном.  На фестивалу Ваш шлагер сезоне наступају песма "Дај да се учини нешто" која је објављена на Југотону разних извођача ЕП Ваш шлагер сезоне 69. Током 1969. бенд је учествовао и на фестивалу Словенска попевка, а њихове песме "На врху неботичника" са текстовима песника и драматурга Грегора Стрнише и "Мачек в жакљу“ објављени су на званичном албуму фестивала Словенска попевка. 
1970. бенд је објавио сингл са песмама „Скривностна песем” и „Хвала вам за све”, а њихова песма „Мини-макси” је објављена на синглу са песмом Соње Габршчек „Ишчемо очка”.  Још једном су учествовали на Словенској попевки 1971. са песмом „Женитовањска“ (песма је објављена на званичном албуму фестивала),  и трећи и последњи пут 1973. са песмом „Леталовлак“. 
Бенд је завршио своју активност 1973. 

### После распада
Након што су Беле Вране престали са радом, Дитка Хаберл и Тадеј Хрушовар наставили су са радом у бенду Пепел ин кри.  Ђуро Пензеш, Мишо Грегорин и Иво Умек формирали су инструментални рок бенд Чрне вране, а Доца Маролт је повремено наступао са бендом.  Умек је касније прешао у групу Шок поново придружујући се Печару и Грегорину. Умек се након што је напустио Шок повукао са сцене. Радио је као уредник на Радио телевизији Љубљана, а касније и као архитекта.  Грегорин је обилазио и снимао са New Swing Quartet-ом и снимао за соло уметнике Владу Креслина, Нацета Јункара, Аленку Годец и друге. Бор Гостиша је каријеру наставио као соло уметник. 

## Наслеђе
Песму "Мачек в жакљу" обрадили су хрватски и југословенски алтернативни рок бенд Лет 3 на свом албуму Једина из 2000. На истом албуму се налази песма "Тази-тази" која користи мелодију препева песме "Мачек в жакљу".

## Дискографија

### ЕП-ови
- Пресенечења (1968)
- Место младих (1969)

### Синглови
- "Весели вртуљак" / "Годишњица" (1969)
- "Скривностна песем" / "Хвала вам за све" (1970)
- "Ишчемо очка" / "Мини-маки" (сингл са Соњом Габршчек; 1970)
- "Кам си намењен" / "Од срца до срца" (1971)

### Компилације
- Беле вране (1997)

### Остало
- "Љубав ствара чуда" (Загреб 69 )
- "Дај да се учини нешто" (Ваш шлагер сезоне ; 1969)
- "На врху неботичника" / "Мачек в жакљу" ( Словенска попевка; 1969)
- "Женитовањска" (Словенска попевка; 1971)